# خاندان موری
خاندان موری (به ژاپنی: 毛利氏 Mōri-shi) یکی از خاندان‌های دایمیوی ژاپنی و از تبار اوئه نو هیروموتو بود. مقر این خاندان در ولایت آکی بود.

## دوره سنگوکو

### قدرت‌گیری خاندان موری

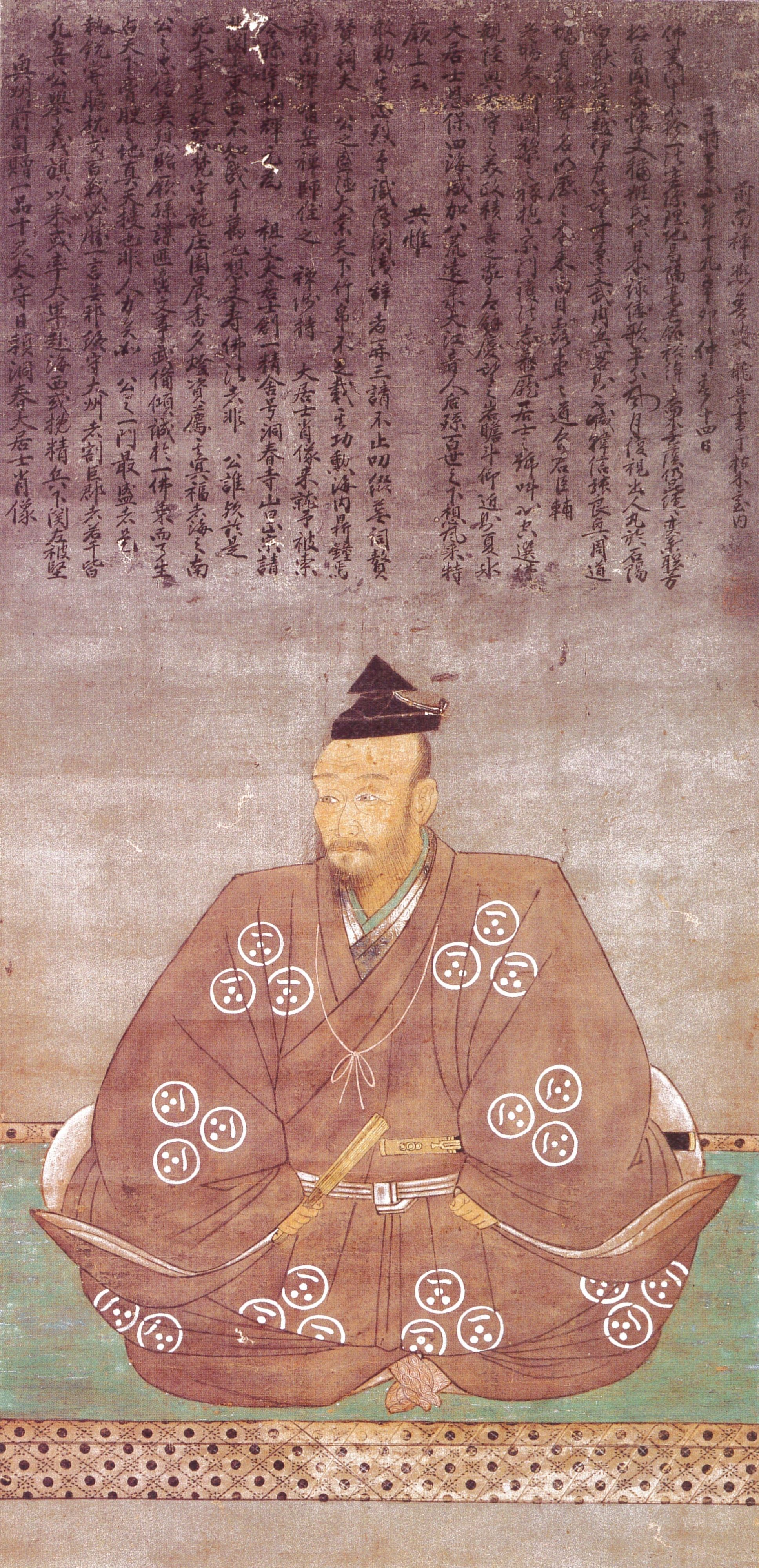
موری موتوناری رهبر خاندان موری

در نیمه اول قرن شانزدهم بین خاندان آماگو و خاندان اوئوچی نبردهای بسیاری در منطقه چوگوکو در مورد مالکیت معدن نقره ایوامی رخ داد. معدن نقره ایوامی در سال ۱۵۲۷ تحت حمایت خاندان اوئوچی توسعه پیدا کرد و بهره‌برداری رسید. در سال ۱۵۳۰ توسط خاندان اوگاساوارا که از خاندان‌های پرقدرت در همان منطقه بود در مورد تصاحب و سهم از معدن با خاندان اوئوچی نبرد درگرفت که تا سه سال ادامه داشت و در نهایت خاندان اوئوچی توانست کنترل معدن را در دست بگیرد.
در سال ۱۵۳۷ آماگو تسونه‌هیسا توانست معدن نقره ایوامی را که در اختیار خاندان اوئوچی بود، تصاحب کند. در سال ۱۵۳۷ خاندان اوئوچی دوباره معدن را تصاحب کرد. در سال ۱۵۴۱ خاندان آماگو با خاندان اوگاساوارا متحد شد و توانست معدن را دوباره تصرف کند.
در سال ۱۵۵۱ سوئه هاروکاتا کودتایی (حادثه معبد تاینی) بر ضد ارباب خود اوئوچی یوشیتاکا انجام داد که موجب قتل یوشیتاکا و موجب نابودی خاندان اوئوچی شد. بر اثر این کودتا توازن قدرت در منطقه چوگوکو تغییر بسیاری کرد. خاندان موری که پایگاه آن در ولایت آکی بود شروع به قدرت گرفتن کرد. در سال ۱۵۵۵ رهبر خاندان موری، موری موتوناری در نبرد میاجیما، سوئه هاروکاتا ملازم خاندان اوئوچی را شکست داد.
پس از نابودی خاندان اوئوچی این بار خاندان موری به کشمکش و نبرد تصاحب معدن نقره ایوامی وارد شد. در سال ۱۵۵۶ خاندان موری پس از به تبعیت درآوردن خاندان اوگاساوارا توانست قلعه و معدن را تصاحب کند. موری موتوناری در سال ۱۵۶۶ کنترل ده ولایت را در دست گرفت که عبارت بودند از: ولایت سوئو، ولایت ناگاتو، ولایت آکی، ولایت ایوامی، ولایت اوکی، ولایت بینگو، ولایت ایزومو، ولایت بیچو، ولایت هوکی، ولایت اینابا
در سال ۱۵۵۸ (یا ۱۵۵۶) خاندان آماگو خاندان موری را در سقوط اوشیبارا شکست داد و بدین ترتیب توانست کنترل معدن نقره ایوامی را دوباره به دست‌آورد.
در سال ۱۵۶۱–۶۲ پیمان صلحی بین خاندان آماگو و خاندان موری امضا شد و سرانجام خاندان موری معدن نقره ایوامی و همچنین قلعه یامابوکی را تصرف کرد. این معدن در اوایل قرن هفدهم (۱۶۰۰ میلادی) به اوج تولید خود که حدود ۳۸ تن نقره در سال بود، دست یافت که در آن زمان این مقدار یک سوم تولید نقره در جهان بود.
در سال ۱۵۷۶ میلادی، خاندان موری شوگون پانزدهم آشیکاگا یوشی‌آکی را پذیرفت و وی را مورد حمایت قرار داد. محققان قدرت خاندان موری را در ادامه نبرد با اودا نوبوناگا مرهون ثروتی می‌دانند که از معدن نقره ایوامی به دست می‌آورد.

### ارتباط با اودا نوبوناگا

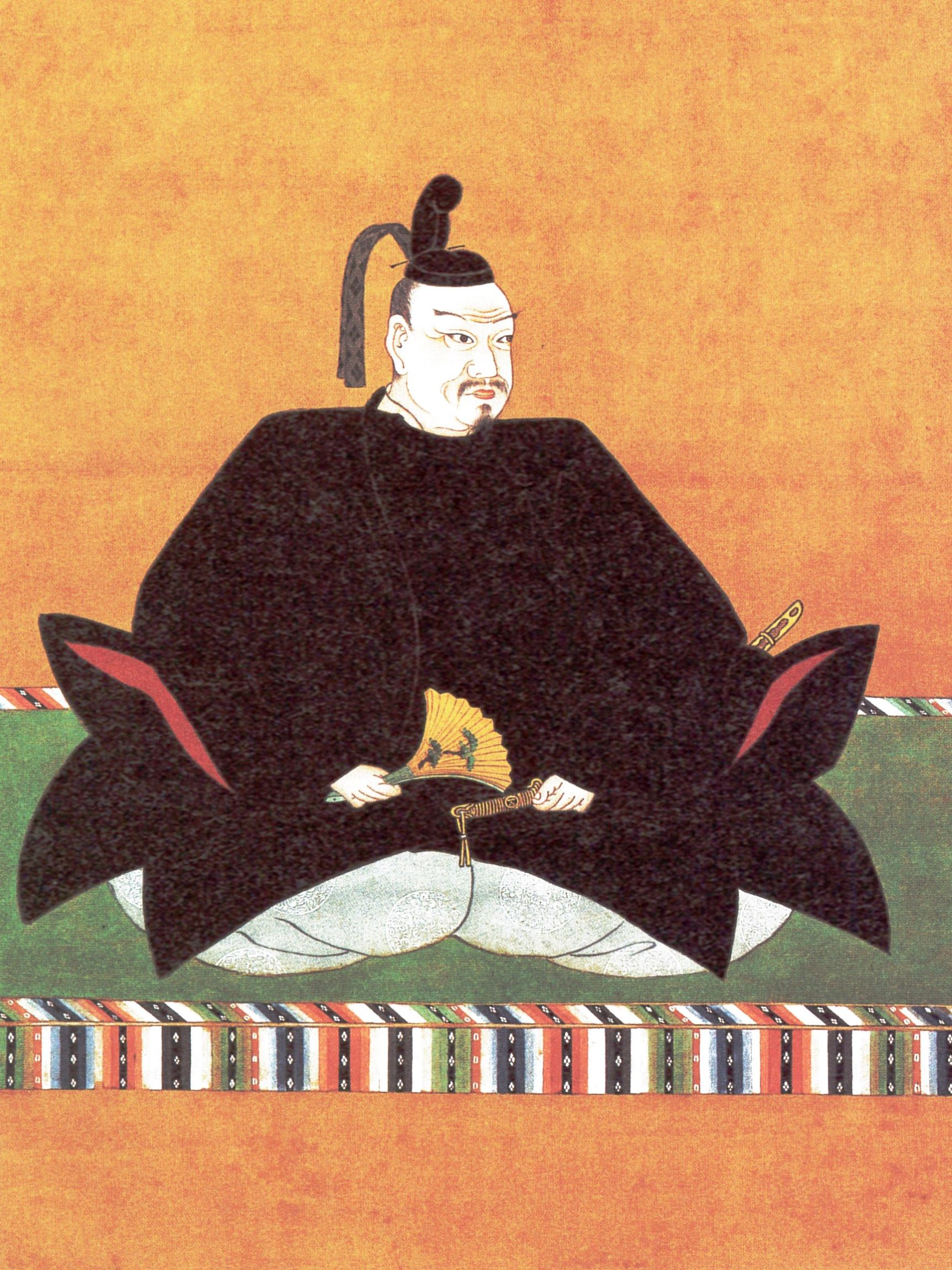
موری تروموتو رهبر خاندان موری در هنگام حمله به چوگوکو

پس از مرگ موری موتوناری رهبر خاندان موری در سال ۱۵۷۱، نوهٔ او موری تروموتو رهبر خاندان شد. اودا نوبوناگا و موری تروموتو نسبت به خاندان میوشی که پایگاهش در ولایت آوا بود؛ سیاستی توأم با خویشتنداری داشتند. همچنین ولایت تاجیما، ولایت هاریما و ولایت بیزن، ولایت‌های مستقلی بودند که بین این دو حائل شده و در این زمان خاندان موری و خاندان اودا روابط دوستانه‌ای با یکدیگر داشتند. بعد از ورود نوبوناگا به پایتخت کیوتو، نوبوناگا تسخیر قسمت شرقی دریای داخلی ستو را هدف قرار داد. برای جلوگیری از رسیدن به این هدف بارها خاندان میوشی و معبد ایشی‌یاما هونگان با وی درگیر شدند (نبرد قلعه نودا . قلعه فوکوشیما ۱۵۷۰). نوبوناگا سعی داشت که با خاندان کوبایاکاوا و خاندان موری که قسمت غربی دریای داخلی ستو را در اختیار داشتند، دشمن نشود. اما در سال ۱۵۷۵ نوبوناگا با خاندان اوتومو و خاندان شیمازو در کیوشو پیمان صلح بست و سعی کرد که با وحدت با این دو خاندان که روابط خوبی با خاندان موری نداشتند به خاندان موری فشار وارد کند. در سال ۱۵۷۳ نوبوناگا آخرین شوگون آشیکاگا یوشی‌آکی را از کیوتو راند.
در ماه هشتم سال سوم تنشو (۱۵۷۶) نوبوناگا به همراه دو ژنرال ارشدش هاشیبا هیده‌یوشی، آکچی میتسوهیده برای مقابله با شورش اچیزن ایکو-ایکی به ولایت اچیزن رفت و این شورش را سرکوب کرد و پس از تصرف بخشی از ولایت کاگا در ماه نهم همان سال به شیباتا کاتسوایه دستور ساخت قلعه فوکوئی را داد. این سرکوب صدمه بزرگی برای معبد ایشی‌یاما هونگان بود.
پس از تسلط نوبوناگا بر ولایت اچیزن، ارباب قلعه ایتامی (قلعه آریئوکا) در ولایت ستسو، آراکی موراشیگه که در آن زمان تابع نوبوناگا بود از خاندان‌های پرقدرت غرب ولایت هاریما گروگان‌گیری کرد. همچنین آراکی موراشیگه از اوراگامی مونه‌کاگه که با اوکیتا نائوایه در ولایت بیزن درگیر بود؛ پشتیبانی کرد اما نائوایه که در این زمان با خاندان موری روابط دوستی برقرار کرده بود، در ماه نهم سال ۱۵۷۵ پس از شکست اوراگامی مونه‌کاگه در نبرد تنجین یاماجو وی را ولایت بیزن بیرون راند و املاک وی را تصاحب کرد.
در ماه دهم، صاحب قلعه گوچاکو، کودرا ماساموتو، صاحب قلعه میکی، بشو ناگاهارو و صاحب قلعه تاتسونو، سایمورا ماساهیرو که زیر دست فرماندار از خاندان آکاماتسو در ولایت هاریما بودند، به همراه اوراگامی مونه‌کاگه که املاک خود را از دست داده بود در کیوتو با نوبوناگا دیدار کرده و با او متحد شدند.
از طرف دیگر نوبوناگا پیمانی که با خاندان موری بسته بود را نادیده گرفته و اماگو کاتسوهیسا و یاماناکا یوکیموری را که دشمنان خاندان موری بودند را مورد حمایت قرار داد. در سال ۱۵۷۴ نیروهای خاندان آماگو چندین قلعه از جمله قلعه واکاسا اونیگا را در ولایت هاریما مورد حمله قرار دادند.
در سال ۱۵۷۶ شوگون پانزدهم آشیکاگا یوشی‌آکی به بندر تومونوئورا در استان هیروشیما امروزی که در قلمروی خاندان موری بود نقل مکان کرد. شوگون از رهبر خاندان موری موری تروموتو دعوت کرد تا با نوبوناگا مقابله کند. در این راستا شوگون نامه‌های بسیاری را به دایمیوهای کشور فرستاد و از آنان خواست در جنگ با نوبوناگا جبهه متحدی را تشکیل دهند. در نتیجه نه تنها باقیمانده خاندان تاکدا و معبد ایشی‌یاما هونگان بلکه اوکیتا نائوایه از ولایت بیزن و بسیاری دیگر نیز به این جبهه پیوستند و بدین ترتیب حلقه محاصره نوبوناگا#سومین محاصره شکل گرفت.

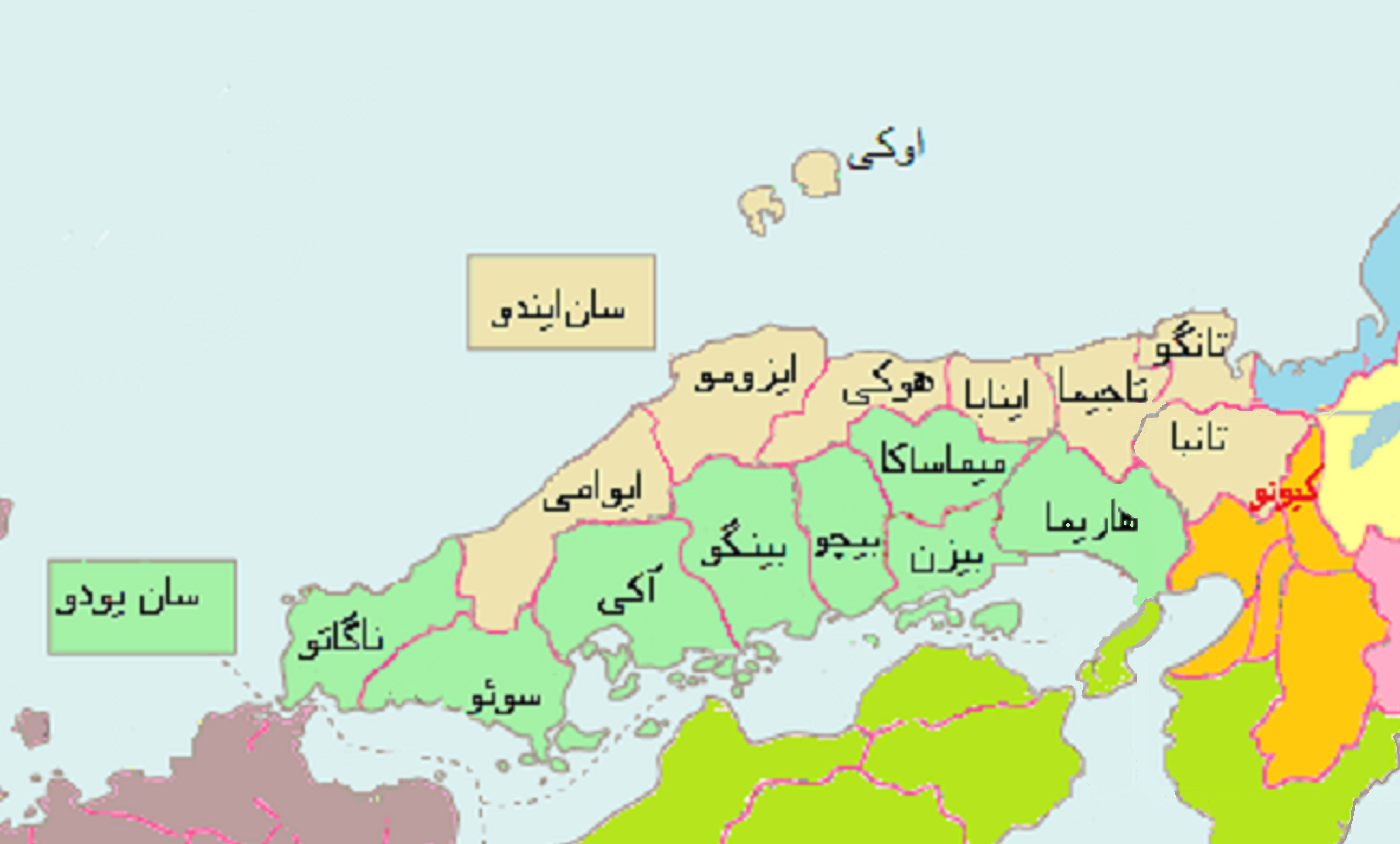
تقسیم‌بندی قدیم ناحیه چوگوکو، سان‌ایندو به رنگ نخودی و سان‌یودو به رنگ سبز مشخص شده‌است. چوگوکو در آغاز این حمله دارای ۱۶ ولایت بود.

### حمله آکچی میتسوهیده و تصرف ولایت تانبا
در سال ۱۵۷۵ نوبوناگا به آکچی میتسوهیده دستور حمله به ولایت تانبا را داد. تانبا ولایتی در نزدیکی پایتخت بود.  میتسوهیده بالاخره در سال ۱۵۷۹ توانست پس از نبردهای بسیار ولایت تانبا را به‌طور کامل تسخیر کند.

### نبردهای ایشی‌یاما هونگان
در ماه چهارم ۱۵۷۶، نوبوناگا به آراکی موراشیگه، هوسوکاوا فوجی‌تاکا، آکچی میتسوهیده و هارادا نائوماسا دستور داد تا حمله به معبد ایشی‌یاما هونگان (اوساکا) در ولایت ستسو، را آغاز کنند. در مقابل خاندان موری، قلعه ایوایا را در انتهای شمالی ولایت آواجی به اشغال خود درآورد و شروع به تلاش‌های امدادی از جمله حمل و نقل مواد غذایی و مهمات نظامی به معبد ایشی‌یاما هونگان کرد. پس از شکست خاندان موری در دومین نبرد از نبردهای کیزوگاواگوچی مسیر رساندن تجهیزات جنگی و موادغذایی به معبد ایشی یاما هونگان قطع شد و رهبر معبد نگران اتمام این ذخایر بود. به همین جهت در ماه دوازدهم کننیو جهت یک صلح دائم به‌طور پنهانی به دربار ژاپن اطلاع رساند که مایل است مذاکرات صلح را انجام دهد.

### نبرد قلعه تاکاماتسو

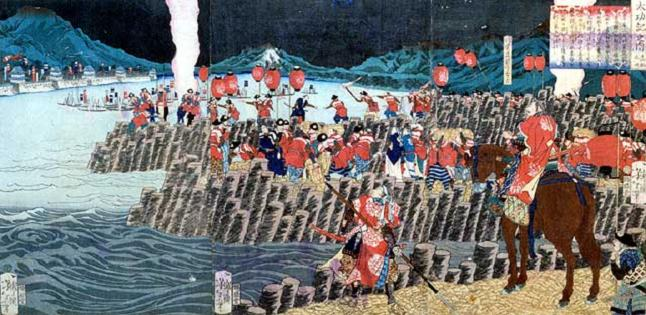
تصویری از نبرد قلعه تاکاماتسو

در آخرین نبرد حمله به چوگوکو، تویوتومی هیده‌یوشی قلعه تاکاماتسو واقع در ولایت بیچو را که توسط خاندان موری کنترل می‌شد، محاصره کرد. هیده‌یوشی جریان رودخانه‌های اطراف را با ساختن سدها و آب گذرهایی ساخت منحرف کرد و قلعه را در آب غرق کرد. حمله تویوتومی هیده‌یوشی به خاندان موری به دستور اودا نوبوناگا انجام شده بود. هیده‌یوشی از اودا نوبوناگا درخواست کمک می‌کرد. در نتیجه نوبوناگا شش نفر از فرماندهان خود را بسیج کرد و قصد داشت ارتش را خود رهبری کند. نوبوناگا تصمیم گرفت ابتدا آکچی میتسوهیده را به همراه ۱۳ هزار سپاهی به منطقه بفرستد و سپس خود نیز به آن‌ها ملحق شود. نوبوناگا با تعداد اندکی از همراهان برای استراحت در معبد هوننو در کیوتو توقف کردند. نیمه‌شب ۲۱ ژوئن ژنرال ارشد وی آکچی میتسوهیده به معبد حمله کرد و آنجا را به آتش کشید.
در شب ۲۲ ژوئن یک روز پس از مرگ نوبوناگا در حادثه معبد هوننو هیده‌یوشی توانست قاصد آکچی میتسوهیده را دستگیر کند. میتسوهیده با ارسال پیکی سعی داشت با خاندان موری که در حال جنگ با تویوتومی هیده‌یوشی بود هم پیمان شود ولی پیک توسط سربازان هیده‌یوشی دستگیر شد و این نقشه لو رفت. هیده‌یوشی تصمیم گرفت هر چه زودتر برای مجازات و مقابله با آکچی میتسوهیده به این محاصره خاتمه بدهد. وی با مخفی نگه داشتن این خبر مرگ نوبوناگا از خاندان موری توانست با شرط هاراکیری شیمیزو مونه‌هارو ارباب قلعه تاکاماتسو با خاندان موری صلح کند.

## دوره آزوچی-مومویاما
موری موتوناری (۱۴۹۷ –مرگ ۱۵۷۱) در زمان حیات توانست قدرت خود را بر تمام مناطق منطقه چوگوکو گسترش دهد. وسعت قلمروی او در آن زمان ۱٬۲۰۰٬۰۰۰ ککو بود پس از مرگ او، نوه و وارثش موری تروموتو (۱۵۵۳–۱۶۲۵)، دایمیو (ارباب فئودالی) شد و یک استراتژی اتحاد با تویوتومی هیده‌یوشی را اجرا کرد که بعداً ثابت شد که این یک اشتباه بزرگ بوده‌است. 

### در خدمت هیده‌یوشی
پس از مرگ اودا نوبوناگا در حادثه معبد هوننو، احتمالاً تروموتو با سخاوت آشکار هیده‌یوشی بسیار خشنود شد و موافقت کرد تا با او صلح کند و به هیده‌یوشی اجازه داد تا با سرعت خود را به آکچی میتسوهیده رسانده و وی را قبل از کسان دیگر شکست دهد.
هر چند که خاندان موری پس از کشف حقیقت عصبانی شده باشند، آنها آتش‌بس را نشکستند و با گذشت زمان به نزدیکترین حامیان هیده‌یوشی تبدیل شدند. در سال ۱۵۸۳ تروموتو خدمتگزار تویوتومی هیده‌یوشی شد. تروموتو در حمله به شیکوکو (۱۵۵۸) و لشکرکشی کیوشو (۱۵۸۷) دو سردار خود (معروف به دو رودخانه، کوبایاکاوا تاکاکاگه و کیکاوا موتوهارو) را برای هدایت نیروها برای خدمت به هیده‌یوشی فرستاد. وی کشتی‌هایی را برای کمک به هیده‌یوشی در محاصره اوداوارا (۱۵۹۰) فرستاد. هنگامی که هیده‌یوشی به کره حمله کرد (تهاجم ژاپن به کره (۱۵۹۸–۱۵۹۲)) در سال ۱۵۹۲، تروموتو خود یک «لشکر» از سربازان را در آنجا هدایت کرد، اگرچه به نظر می‌رسد بیشتر اوقات او صرف جنگ با پارتیزان‌های کره شده است.

### در نبرد سکیگاهارا
پس از مرگ هیده‌یوشی، توکوگاوا ایه‌یاسو قدرت خاندان تویوتومی را به چالش کشید و با ایشیدا میتسوناری ملازم مورد اعتماد هیده‌یوشی در نبرد سکیگاهارا مبارزه کرد. موری تروموتو قدرتمندترین متحد تویوتومی بود و توسط شورای وفاداران به خاندان تویوتومی به عنوان رئیس نیروی‌های تویوتومی انتخاب شد. با این وجود نیروهای تویوتومی به دلیل چندین عامل مرتبط با موری تروموتو در جنگ شکست خوردند:
- پسر عموی او کیکاوا هیروایه به‌طور مخفیانه با توکوگاوا ایه‌یاسو معامله ای انجام داد که منجر به عدم فعالیت ۱۵۰۰۰ سرباز خاندان موری در طول جنگ شد.
- پسر عموی خوانده او کوبایاکاوا هیده‌آکی و ۱۵۶۰۰ سربازش به ایشیدا میتسوناری خیانت کردند و به توکوگاوا پیوستند.
- پس از اطمینان از توکوگاوا ایه‌یاسو، تروموتو بدون درگیری قلعه اوساکا را به او واگذار کرد.

خاندان موری علیرغم عدم جنگیدن در نبرد سکیگاهارا ، از جایگاه اجدادی خود در ولایت آکی به ولایت ناگاتو (همچنین به عنوان قلمروی چوشو شناخته می‌شود) تغییر مکان داده شدند و املاک آنان از ۱٬۲۰۰٬۰۰۰ ککو به ۳۶۹٬۰۰۰ ککو کاهش یافت.
این مصادرهٔ املاک خیانت بزرگی به خاندان موری تلقی می‌شد، و چوشو بعداً به کانون فعالیت‌های ضد شوگون‌سالاری توکوگاوا تبدیل شد. ریشه‌های این امر در سنت جلسه سال نو این خاندان قابل توجه بود. هر ساله در طول جلسه، بزرگان و مدیران خاندان موری از رهبر خاندان، دایمیو، می‌پرسند که آیا زمان سرنگونی شوگون‌سالاری توکوگاوا فرا رسیده‌است که دایمیو پاسخ می‌داد: «هنوز نه، شوگون‌سالاری هنوز هم بسیار قدرتمند است.»

## دوره ادو
رؤیای سرنگونی شوگون‌سالاری توکوگاوا سرانجام حدود ۲۶۰ سال بعد تحقق یافت، زمانی که قلمروی چوشو با قلمروی ساتسوما و اشراف درباری کوگیو برای سرنگونی شوگون‌سالاری توکوگاوا متحد شد. در سال ۱۸۶۵، قلمروی چوشو یک کشتی جنگی به نام یونیون گو خریداری کرد. این کشتی در سال ۱۸۵۴ میلادی در انگلستان ساخته شد. ر دوره باکوماتسو در سال ۱۸۶۵، تاجر انگلیسی توماس بلیک گلاور بنام قلمروی ساتسوما ولی در واقع برای خریدار اصلی قلمروی چوشو به مبلغ ۵۰۰۰۰ ریو این کشتی را از یک شرکت انگلیسی به نام جاردین ماتسون که در ناگاساکی (بندر) افتتاح شده بود، خریداری کرد. این کشتی در اختیار ساکاموتو ریوما که مدیر یک شرکت نیروی دریایی خصوصی، بنام کایئنتای بود، قرار گرفت و ریوما از آن برای تهیه و حمل سلاح به قلمروی چوشو استفاده می‌کرد. این کشتی بعد از دومین اردوکشی چوشو به قلمروی چوشو واگذار شد.
قلمروی چوشو نبرد علیه ارتش‌های شوگونی سابق را رهبری می‌کرد، که شامل اتحاد اواوئه‌تسو رپان، آیزو و جمهوری ازو می‌شد.

## خاندان های منشعب از پسران موری موتوناری
رهبر خاندان موری، موری موتوناری، نه پسر داشت.
```
 
موری موتوناری
┬
موری تاکاموتو
─
موری تروموتو
┬
موری هیده‌ناری
⇐(رهبران خاندان/ حاکمان 
قلمروی چوشو
)
              │                          ┘
موری ناریتاکا
⇐(
قلمروی توکویاما
)
              ┤
کیکاوا موتوهارو
┬
کیکاوا موتوناگا

              │               ┤
موری موتوجی
⇐(
خاندان آگاوا موری
)
              │               ┘
کیکاوا هیروایه
┬
کیکاوا هیروماسا
⇐
قلمروی ایواکونی

              │                              ┘
موری نارییوری
⇐(
خاندان اونوموری
)
              ┤
کوبایاکاوا تاکاکاگه
⇐(فرزندخوانده：
کوبایاکاوا هیده‌آکی
)⇐(انقراض نسل)
              ┤
موری موتوکیو
 ─
موری هیده‌موتو
┬
موری میتسوهیرو
⇐(
قلمروی چوفو
)
              │                           ┘
موری موتوتومو
⇐(
قلمروی کیوسوئه
)
              ┤
موری موتوآکی

              ┤
ایزووا موتوتومو

              ┤
آمانو موتوماسا
⇐ 
خاندان میگیتاموری

              ┤
سوئه‌تسوگو موتویاسو
⇐(
خاندان آساموری
)
              ┘
کوبایاکاوا هیده‌کانه
─
موری موتوشیگه
⇐(
خاندان یوشیکی موری
)
```